# Rajd Kurytyby 2010
Rezultaty Rajdu Kurytyby (30. Rally Internacional de Curitiba 2010), eliminacji Intercontinental Rally Challenge w 2010 roku, który odbył się w dniach 4 marca - 6 marca. Była to druga runda IRC w tamtym roku oraz pierwsza szutrowa. Bazą rajdu było miasto Kurytyba. Zwycięzcami rajdu została brytyjsko-irlandzka załoga Kris Meeke i Paul Nagle jadąca Peugeotem 207 S2000. Wyprzedzili oni Brytyjczyków Guya Wilksa i Phila Pugha w Škodzie Fabii S2000 oraz Finów Juho Hänninena i Mikko Markkulę, jadących tym samym samochodem.

## Klasyfikacja ostateczna
| Miejsce                  | Zawodnik                 | Pilot                    | Samochód                 | Czas                     | Strata                   | Punkty                   |
| IRC (punktowane pozycje) | IRC (punktowane pozycje) | IRC (punktowane pozycje) | IRC (punktowane pozycje) | IRC (punktowane pozycje) | IRC (punktowane pozycje) | IRC (punktowane pozycje) |
| ------------------------ | ------------------------ | ------------------------ | ------------------------ | ------------------------ | ------------------------ | ------------------------ |
| 1.                       | Kris Meeke               | Paul Nagle               | Peugeot 207 S2000        | 1:42:45.4                |                          | 10                       |
| 2.                       | Guy Wilks                | Phil Pugh                | Škoda Fabia S2000        | 1:43:32.1                | +46.7                    | 8                        |
| 3.                       | Juho Hänninen            | Mikko Markkula           | Škoda Fabia S2000        | 1:44:05.6                | +1:20.2                  | 6                        |
| 4.                       | Jan Kopecký              | Petr Starý               | Škoda Fabia S2000        | 1:44:34.7                | +1:49.3                  | 5                        |
| 5.                       | Bruno Magalhães          | Carlos Magalhães         | Peugeot 207 S2000        | 1:46:50.9                | +4:05.5                  | 4                        |
| 6.                       | Eduardo Scheer           | Geferson Pavinatto       | Mitsubishi Lancer Evo IX | 1:56:45.8                | +14:00.4                 | 3                        |
| 7.                       | Daniel Oliveira          | Denis Giraudet           | Peugeot 207 S2000        | 1:57:27.2                | +14:41.8                 | 2                        |
| 8. (16.)                 | Marcos Tokarski          | Laércio Reginatto        | Peugeot 207 XS           | 2:13:24.7                | +30:39.3                 | 1                        |

## Zwycięzcy odcinków specjalnych
| Dzień     | Odcinek | G. rozp. | Nazwa                 | Długość | Zwycięzca        | Czas    | Lider rajdu |
| --------- | ------- | -------- | --------------------- | ------- | ---------------- | ------- | ----------- |
| 1 (5 MAR) | SS1     | 08:55    | Campo Magro 1         | 18.85km | Kris Meeke       | 10:17.0 | Kris Meeke  |
| 1 (5 MAR) | SS2     | 10:05    | Ouro Fino 1           | 9.58km  | Kris Meeke       | 4:42.0  | Kris Meeke  |
| 1 (5 MAR) | SS3     | 10:45    | Curitiba 1            | 10.91km | Kris Meeke       | 4:51.6  | Kris Meeke  |
| 1 (5 MAR) | SS4     | 11:10    | Campo Magro 2         | 18.85km | Kris Meeke       | 10:05.5 | Kris Meeke  |
| 1 (5 MAR) | SS5     | 14:50    | Curitiba 2            | 10.91km | Juho Hänninen    | 4:44.4  | Kris Meeke  |
| 1 (5 MAR) | SS6     | 15:15    | Campo Magro 3         | 18.85km | Kris Meeke       | 9:58.3  | Kris Meeke  |
| 1 (5 MAR) | SS7     | 15:45    | Ouro Fino 2           | 9.58km  | Kris Meeke       | 4:38.4  | Kris Meeke  |
| 2 (6 MAR) | SS8     | 08:20    | Baocaiuva             | 28.32km | Juho Hänninen    | 17:49.8 | Kris Meeke  |
| 2 (6 MAR) | SS9     | 09:10    | Rio Pesqueiro 1       | 15.06km | odcinek odwołany | -       | Kris Meeke  |
| 2 (6 MAR) | SS10    | 10:00    | Quatro Barras 1       | 12.02km | Juho Hänninen    | 7:05.1  | Kris Meeke  |
| 2 (6 MAR) | SS11    | 10:50    | Nobre                 | 10.47km | Bryan Bouffier   | 6:04.5  | Kris Meeke  |
| 2 (6 MAR) | SS12    | 13:25    | Rio Pesqueiro 2       | 15.06km | odcinek odwołany | -       | Kris Meeke  |
| 2 (6 MAR) | SS13    | 14:05    | Quatro Barras 2       | 12.02km | Juho Hänninen    | 6:57.7  | Kris Meeke  |
| 2 (6 MAR) | SS14    | 14:40    | Campina               | 23.07km | Juho Hänninen    | 14:39.0 | Kris Meeke  |
| 2 (6 MAR) | SS15    | 15:35    | SUPER PRIME - Pinhais | 3.38km  | odcinek owołany  | -       | Kris Meeke  |